# Naciria
Naciria (em árabe: الناصرية) é uma cidade e comuna localizada na província de Boumerdès, Argélia. Segundo o censo de 2008, a população total da cidade era de 22 431 habitantes.